# استاد مونيسيبال جورج لوفيفر
استاد مونيسيبال جورج لوفيفر (بالفرنسية: Stade Municipal Georges Lefèvre) هو مركز رياضي يقع على شارع الرئيس كندي في سان جيرمان آن لاي. ويقع مقابل شارع مركز تدريب نادي باريس سان جيرمان، كامب دي لوج.
ويقع مقابل شارع مركز تدريب نادي باريس سان جيرمان، كامب دي لوج.